# Splejk
Splejk är en hybridfisk som kommer till vid korsning av en bäckrödingshanne (Salvelinus fontinalis) och en kanadarödingshona (Salvelinus namaycush). Namnet är förmodligen även det en försvenskad hybrid av fiskarnas engelska trivialnamn "SP"eckled trout och "LAKE" trout, vilket ger det engelska namnet splake och det svenska splejk. Hybriden kan ha sitt ursprung så tidigt som 1880-talet och år 1959 lyckades man även korsa en bäckrödingshona med en kanadarödingshanne, dock inte lika framgångsrikt.